# Markea campanulata
Markea campanulata är en potatisväxtart som först beskrevs av Donn. Smith, och fick sitt nu gällande namn av Cyrus Longworth Lundell. Markea campanulata ingår i släktet Markea och familjen potatisväxter. Inga underarter finns listade i Catalogue of Life.